# Kid Dracula
Kid Dracula (悪魔城すぺしゃる ぼくドラキュラくん, Akumajō Special: Boku Dorakyura-kun) est un jeu vidéo de plates-formes développé et édité par Konami, sorti en 1993 sur Game Boy.
Cette parodie de Castlevania fait suite à Akumajō Special: Boku Dracula-kun sorti sur Famicom.

## Système de jeu
Kid Dracula se veut une « parodie » de Castlevania, et fait donc la part belle à l'humour. La plaisanterie est ainsi omniprésente tout au long de l'aventure au cours de laquelle le jeune héros va devoir récupérer l'intégralité de ses pouvoirs, avant de pouvoir affronter le terrible Garamoth.

## Commercialisation
Le jeu est inclus dans la compilation Castlevania Anniversary Collection sorti en 2019 sur Windows, Nintendo Switch, PlayStation 4 et Xbox One.

## Accueil
- Electronic Gaming Monthly : 25/40[2]
- Nintendo Life : 9/10[3]